# حسن مرادی
حسن مرادی (زادهٔ ۱۳۳۶ در اراک) نمایندهٔ حوزهٔ انتخابیهٔ اراک و کمیجان در دورهٔ هفتم مجلس شورای اسلامی بوده‌است.
اعتبارنامه حسن مرادی از حوزه انتخابیه اراک که با ابطال صندوق‌ها جایگزین رحمان کارگشا شده بود و اعتبارنامه مطهر کاظمی از حوزه انتخابیه خلخال که جایگزین آقای خاک‌نژاد شده بود به تصویب نمایندگان مجلس نرسید. 